# Governació d'Ismaïlia
La governació d'Ismaïlia (àrab: محافظة الإسماعيلية, muẖāfaẓat al-Ismāʿīliyya) és una governació o muhàfadha d'Egipte situada al nord-est del país. La capital és la ciutat d'Ismaïlia. L'any 2006 tenia 942.832 habitants.